# New Forest-pony
New Forest-ponyen er en pony, der stammer fra New Forest i England.
Der findes stadig vilde New Forest-ponyer i New Forest. De er venlige og rolige af sind, og indtil 1935 blev hopperne krydset med hingste af andre racer. Siden 1935 er kun racerene ponyer optaget i stambogen. New Forestponyen kan have alle andre farver end broget, og palomino hingste kan ikke kåres. Den bliver mellem 120–148 cm i stangmål. New Forest ponyen kan rides af både børn og voksne. Den var velegnet til voksne rævejagtryttere i skoven, fordi de nemt red under lave grene. De konkurrerer på internationalt plan i alle discipliner, men bruges også som hele familiens pony. New Forest ponyen bruges også i sportsponyavlen, hvor dens styrke, gode temperament og brugsegenskaber værdsættes. New Forest-racen lagde grunden til racen Lundy pony.